# Kristýna
Kristýna (také Kristyna, Kristina, Kristiana nebo Kristína) je původem řecké křestní jméno. Ženská podoba jména Kristián znamenající křesťanka.
Podle českého kalendáře má svátek 24. července.

## Statistické údaje
Následující tabulka uvádí četnost jména v ČR a pořadí mezi ženskými jmény ve srovnání třech roků, pro které jsou dostupné údaje MV ČR – lze z ní tedy vysledovat trend v užívání tohoto jména:
| Rok  | Četnost | Pořadí |
| 1999 | 27 169  | 52.    |
| 2002 | 29 668  | 49.    |
| 2013 | 48 223  | 60.    |

Změna procentního zastoupení tohoto jména mezi žijícími ženami v ČR (tj. procentní změna se započítáním celkového úbytku žen v ČR za sledované tři roky) je +10,1%, což svědčí o strmém nárůstu obliby tohoto jména. Nejčastěji se dávalo v roce 1996 a od té doby jeho obliba u novorozenců klesá.
V lednu 2006 se podle údajů ČSÚ jednalo o 8. nejčastější ženské jméno mezi novorozenci.

## V jiných jazycích
- Italsky: Cristina
- Francouzsky: Christiane
- Německy: Christen
- Anglicky: Christina, Kristina, Christiana
- Rusky: Кристина
- Bělorusky: Хрысціна, Хрысьціна, Хрыстына, Крыстына, Крысціна
- Bulharsky: Христина, Кристина, Християна, Христиана, Кристиана, Кристияна
- Maďarsky: Krisztina, Krisztiána
- Slovensky: Kristína
- Srbsky: Kristina
- Polsky: Krystyna
- Ukrajinsky: Христина
- Řecky: Χριστίνα
- Gruzínsky: კრისტინა

## Domácí podoby
Krista, Kristy, Kiki, Kikina, Kikuš, Tina, Týnka, Kristýnka, Kikuška

## Známé nositelky jména

### Svatořečené
- sv. Kristýna z Bolseny
- sv. Nina
- sv. Kristýna Belgická

### Panovnice a šlechtičny
- Kristýna I. Švédská (1626–1689) – švédská královna
- Christina Švédská (* 1943) – švédská princezna
- Kristina Abrahamsdotter (1432–1492) – finská šlechtična a krátce také švédská královna
- Kristina Bourbonská (1606–1663) – savojská vévodkyně a sestra Ludvíka XIII.
- Kristina Dánská (asi 1120/25–1170) – švédská královna
- Kristina Dánská (1521) (1521–1590) – dánská princezna, vévodkyně milánská a lotrinská
- Kristina Holštýnsko-Gottorpská (1573–1625) – manželka švédského krále Karla IX., švédská královna
- Kristina Knutsdatter (asi 1118 – po r. 1139) – norská královna
- Kristina Lotrinská (1565–1637) – toskánská velkovévodkyně
- Kristina Norská († 1213) – norská princezna
- Kristina Saská (1461–1521) – manželka Jana I. Dánského, královna Kalmarské unie (Dánsko, Norsko a Švédsko)
- Kristina Stigsdotter Hvide (asi 1145–1200) – švédská královna

### Ostatní
- Christina Aguilera (* 1980) – americká zpěvačka populární hudby
- Christina Applegate (* 1971) – americká herečka
- Kristýna Bábková (* 1986) – česká dabérka a herečka
- Kristen Bellová (* 1980) – americká herečka
- Christine Boutin (* 1944) – francouzská politička a ministryně
- Kirsten Dunstová (* 1982) – americká herečka a zpěvačka
- Christine Ebner (1277–1356) – německá dominikánská mystička
- Christina Hendricks (* 1975) – americká herečka
- Kristýna Kociánová (* 1985) – česká herečka
- Christel Kraus (* 2005) – dcera herečky Markéty Hrubešové
- Christine Lakin (* 1979) – americká herečka
- Kristýna Leichtová (* 1985) – česká herečka
- Christine Ockrent (* 1944) – belgická novinářka a televizní hlasatelka
- Kristína Peláková (* 1987) – slovenská zpěvačka
- Kristen Stewartová (* 1990) – americká herečka
- Kristin Scott Thomas (* 1960) – britská herečka
- Kristina Taberyová (1951–2023) – česká režisérka
- Kristina Vlachová (* 1943) – česká scenáristka

## Fiktivní postavy
- Kerstin, postavička (Olleho sestra) z knihy Děti z Bullerbynu
- Kristina Kochanská, postava z britského sitcomu Červený trpaslík
- Kristýna, služebná z díla Bylo nás pět
- Kristýna Popelková, postava ze seriálu Slunečná